# Jacques-René Hébert
Jacques-René Hébert (Alençon, 15 de noviembre de 1757-París, 24 de marzo de 1794) fue un político, revolucionario y periodista francés, editor del periódico radical Le Père Duchesne (El Padre Duchesne) durante la Revolución francesa. 
Sus seguidores eran conocidos como los hébertistas. Él mismo era llamado algunas veces Père Duchesne, por el nombre de su periódico.

## Inicios
Era hijo del joyero Jacques Hébert (muerto en 1766) y de Marguerite Beaunaiche de La Houdrie (1727-1787). Nació en Alençon y era miembro de una familia burguesa, fundó el diario Le Pére Duchesne (1790), el cual acabó dos años después por representar a los intereses revolucionarios más radicales.

## Ingreso en el Club de los Cordeliers
En 1791, ingresó en el Club de los Cordeliers donde ejerció notable influencia, y, dos años más tarde, resultó nombrado sustituto del procurador de la Comuna de París. El 22 de diciembre de 1792, fue nombrado segundo sustituto del Fiscal de la comuna de París. Durante abril y mayo de 1793, Hébert se encontraba entre los que acusaron a los girondinos de traidores al pueblo. Su renombre y popularidad se reforzaron notablemente y logró transformarse en uno de los jefes de la Revolución en marcha.
De ideología anticlerical, antinobiliaria y antimonárquica, logra el respaldo de los sectores más izquierdistas. Pese a ser hostil al catolicismo, mencionó a Jesús como "el mejor jacobino", por haber militado, según Hébert, a favor de "la beneficencia, la fraternidad, la libertad, la igualdad, el menosprecio de las riquezas".[cita requerida]
Tiempo después, pasó a ser el jefe de la facción radical de los montagnards (miembros del ala izquierda del partido conocido como ‘La Montaña‘) desde junio de 1793, después de haber sido arrestado por sus ataques a los girondinos.

## Radicalización
Tras la muerte de Jean-Paul Marat, su ideología tiende a radicalizarse cada vez más. Los días del 4 y 5 de septiembre de 1793, donde los sans-culottes invaden la Convención y le imponen la aplicación del Terror, son un éxito personal para Hébert. Impulsó la campaña de descristianización y del nuevo culto a la razón revolucionaria. De septiembre de 1793 a enero de 1794, influye continuamente en la Asamblea para la sanción de distintas leyes, como la (Ley de los sospechosos y la Ley del máximo general).
Fue un militante convencido a favor de la condena a muerte de María Antonieta, por distintos delitos. La virulencia de sus propuestas políticas alarmaron al propio Maximilien de Robespierre, a quien Hébert tildaba de conservador. Su descontento con Robespierre se acentuó cuando este último decretó la libertad de culto sobre el ateísmo.

## Matrimonio
El 7 de febrero de 1792, Hébert contrajo matrimonio con Marie Marguerite Françoise Hébert (nacida Goupil), exreligiosa del convento de la Concepción (rue Saint Honoré). Tuvieron una hija, Scipion-Virginia (7 de febrero de 1793-13 de julio de 1830).

## Muerte
Fue arrestado el 14 de marzo de 1794 y, tras ser condenado a morir en la guillotina, se le ejecutó diez días más tarde en París. Su esposa también fue ejecutada.

## En el cine
| Año  | Película                   | Director                          | Actor             |
| ---- | -------------------------- | --------------------------------- | ----------------- |
| 1989 | Historia de una revolución | Roberto Enrico Richard T. Heffron | Georges Corraface |